# Karaman (Beylik)
Das Beylik von Karaman oder der Karamaniden (auch Beylik der Karamanoğlu, im türkischen Plural Karamanoğulları) war ein türkisches Beylik (Fürstentum) mit Zentrum im südzentralen Anatolien in der heutigen Provinz Karaman. Vom 13. Jahrhundert bis zu seinem Untergang 1468 war das von der Karamanidendynastie (kurz Karamaniden) beherrschte Beylik einer der mächtigsten Staaten in Anatolien.

## Ursprung
Die Herrscher der Karamaniden waren Mitglieder des Oghusenstammes Afschar. Die Karamaniden führten ihren Ursprung auf Hoca Sadeddin und seinen Sohn Nure Sufi, der aus Aserbaidschan nach Sivas auswanderte, zurück. Er zog von dort in das westliche Taurusgebirge nahe der Stadt Larende, wo er als Holzfäller arbeitete. Nure Sufis Sohn Kerimeddin Karaman Bey erhielt die Kontrolle über die bergigen Teile Kilikiens in der Mitte des 13. Jahrhunderts. Eine hartnäckige aber falsche Legende besagt, dass der seldschukische Sultan Kai Kobad I. die Karamaniden in diesem Gebiet einsetzte.

## Geschichte

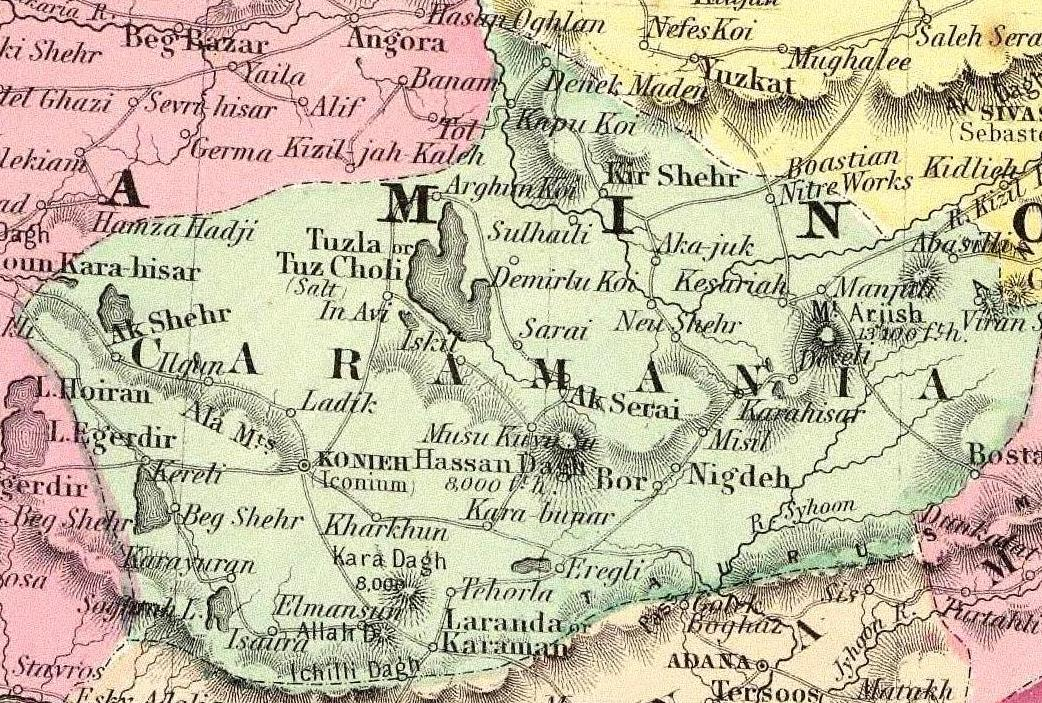
Caramania

Die Karamaniden erweiterten ihr Gebiet, indem sie die Festungen von Ermenek, Mut, Gülnar und Silifke eroberten. Als eine Belohnung für diese Expansion von seldschukischem Land, gab Sultan Kılıç Arslan IV. die Stadt Larende, die jetzt zu Ehren der Dynastie Karaman hieß, den Karamaniden. In der Zwischenzeit wurde der Bruder Karaman Beys Bunsuz ein Leibwächter (Candar) von Kılıç Arslan IV. Ihre Macht stieg als ein Ergebnis der Vereinigung der türkischen Stämme in den bergigen Regionen Kilikiens mit den neuen türkischen Elementen, die von Kai Kobad I. in die Region gebracht wurden.
Die guten Beziehungen zwischen den Seldschuken und den Karamaniden hielten nicht lange an. Nach ihrer Niederlage gegen die mongolischen Ilchane in der Schlacht vom Köse Dağ (1243) wurden die Rum-Seldschuken deren Vasallen und bekamen einen ilchanischen Wesir zu Seite gestellt. 1261 marschierten Karaman Bey und seine zwei Brüder Zeynül-Hac und Bunsuz unter dem Vorwand, dem wegen einer Intrige seines Wesirs Pervane nach Konstantinopel geflohenen Sultan Kai Kaus II. helfen zu wollen, mit 20.000 Männern auf die seldschukische Hauptstadt Konya zu. Eine vereinigte seldschukische und mongolische Armee unter dem Befehl von Mu’in al-Din Suleyman besiegte jedoch die Karamaniden und nahm Karaman Beys Brüder gefangen.
Nach dem Tod Karaman Beys wurde sein älterer Sohn Şemseddin Mehmet I. 1262 neuer Führer der Dynastie. Er führte sofort Verhandlungen mit anderen turkmenischen Clans, um eine Armee gegen die Seldschuken aufzustellen. Während der Revolte des Hatıroğlu Şemseddin Bey 1276 gegen die mongolische Herrschaft über Anatolien besiegten auch die Karamaniden einige mongolisch-seldschukische Armeen. Besonders in der Schlacht von Göksu 1277 erhielt die Zentralmacht der Seldschuken einen ernsten Schlag. Mehmed Bey nutzte den Vorteil, eroberte am 12. Mai Konya und setzte einen Thronerben namens Jimri, der sich als Sohn des Kai Kaus II. ausgab, ein. Mehmed wurde jedoch noch im selben Jahr von seldschukischen und mongolischen Kräften besiegt und zusammen mit seinen Brüdern hingerichtet.
Trotz dieses Schlages weiteten die Karamaniden ihre Macht und ihren Einfluss aus. Unterstützung unterhielten sie dabei größtenteils von den Mamluken von Ägypten, besonders während der Herrschaft Baibars’. Die Karamaniden eroberten Anfang des 14. Jahrhunderts Konya noch zwei weitere Male, wurden zunächst von Amir Tschupan, dem ilchanidischen Gouverneur Anatoliens, und dann von dessen Sohn und Nachfolger Timurtasch besiegt.
Der Zusammenbruch der Herrschaft der Ilchane Mitte des 14. Jahrhunderts bedeutete für Karaman und die anderen Beyliks in Kleinasien die vollständige Unabhängigkeit. Gleichzeitig entstand ein Machtvakuum, das die Herrscher (Beys) zum jeweils eigenen Machtgewinn auszunutzen suchten. So weiteten die Karamaniden ihr Gebiet auf Kosten der benachbarten Beyliks aus. Diese wiederum suchten zum Teil Schutz bei den Osmanen, die ihrerseits ihren Herrschaftsbereich sukzessive sowohl nach Westen als auch ins Innere Anatoliens erweitert hatten. Um einen Konflikt zwischen beiden Dynastien zu verhindern, gab der osmanische Sultan Murad I. seine Tochter Nefise Hatun dem Karamaniden Alâeddin Ali Bey zur Frau, so dass dieser ein Damad der Osmanen wurde.

### Konflikte mit den Osmanen

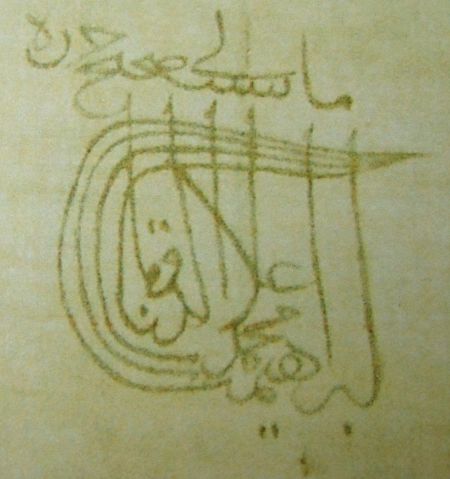
Tughra des Karamaniden Damad II. İbrahim Bey (1432).

Als die osmanische Macht Richtung Balkan expandierte, eroberte Aleaddin Ali Bey die osmanische Stadt Beyşehir. Es dauerte nicht lange, bis die Osmanen reagierten und auf Konya, die Hauptstadt der Karamaniden, marschierten. Alâeddin Ali Bey wurde 1387 von seinem Schwiegervater besiegt. Es wurde ein Vertrag zwischen den beiden Reichen ausgehandelt und es herrschte bis zur Herrschaft Bayezids I. Frieden. 1396 nahm dann Alâeddin Ali Bey das osmanische Ankara ein, als Sultan Bayezid I. auf dem Balkan im Krieg war. Doch Alâeddin Ali Bey unterlag wieder den Osmanen und wurde seinem Schwager ausgehändigt, der ihn hinrichten ließ und seine Söhne als Geiseln am Hof in Bursa hielt.
Als Timur Richtung Anatolien expandierte und die Osmanen bei Ankara besiegte, gab er allen ehemaligen Fürsten ihre Ländereien zurück. Die Karamaniden erhielten die Herrschaft über Kayseri, Kırşehir und Sivrihisar. Neuer Herrscher wurde Mehmed Bey, der älteste Sohn des Aleaddin Ali Bey. Nachdem Bayezid I. 1403 starb, glitt das osmanische Reich in eine politische Krise. Während dieser Zeit wurde die osmanische Familie Opfer eines internen Streites. Dies war nicht nur eine Gelegenheit für die Karamaniden, sondern auch für alle anderen anatolischen Beyliks. Mehmed Bey versammelte eine Armee und marschierte 1413 auf Bursa. Er eroberte die Stadt und beschädigte sie. Dies sollte nicht die letzte Invasion der Karamaniden im osmanischen Land sein. Mehmed Bey aber wurde von Bayezid Pascha gefangen genommen und ins Gefängnis gesteckt. Er entschuldigte sich für seine Taten und wurde vom osmanischen Sultan begnadigt. Mehmed Bey starb aber 1423 bei der Verteidigung Antalyas gegen die Osmanen durch eine Kugel.
Ramazanoğlu Ali Bey eroberte Tarsus, während Mehmed Bey in Gefangenschaft war. Mustafa Bey, Sohn des Mehmed Bey, nahm die Stadt während eines Konflikts zwischen den Emiren von Damaskus und Ägypten wieder ein. Danach schickte der ägyptische Sultan eine Armee, um Tarsus von den Karamaniden zurückzuerobern. Die ägyptischen Mamluken beschädigten Konya, nachdem sie die Karamaniden besiegt hatten und Mehmed Bey sich aus Konya zurückzog. Ramazanoğlu Ali Bey setzte ihm nach und nahm ihn gefangen. Entsprechend einem Abkommen zwischen den beiden Führern wurde Mehmed Bey für den Rest seines Lebens ins Exil nach Ägypten geschickt.
Während des Kreuzzuges von Warna gegen die Osmanen 1443–1444 marschierte der Karamanide İbrahim Bey nach Ankara und Kütahya und zerstörte beide Städte. Mittlerweile kehrte der osmanische Sultan Murad II. nach einem Sieg gegen die ungarischen Kreuzfahrer aus Rumelien zurück. Wie alle islamischen Emirate in Anatolien wurden die Karamaniden des Hochverrats beschuldigt. Von da an akzeptierte İbrahim Bey alle osmanischen Bedingungen. Das Beylik Karaman wurde schließlich endgültig 1468 von den Osmanen beseitigt, als die Macht der ägyptischen Verbündeten schwand. Karaman wurde zu einer osmanischen Provinz.

### Flagge
Nach A. Cresques’ Catalan Atlas von 1375 soll die Flagge der Karamaniden aus einem blauen sechseckigen Stern bestanden haben. Eine solche Flagge könnte mit dem Davidstern, dem jüdischen Symbol, das heute in der Flagge Israels benutzt wird, verwechselt werden. Im Mittelalter war der Stern auch ein islamisches Symbol und als Siegel Salomons möglicherweise auch unter den türkischen Beyliks in Anatolien beliebt. Beweise dafür gibt es zwar nicht, aber das Siegel wurde (neben einem achteckigen Stern) gelegentlich auch von den Osmanen zur Dekoration ihrer Moscheen, für ihre Münzen und für die persönlichen Flaggen der Paschas, beispielsweise Khair ad-Din Barbarossa benutzt. Ein anderer Staat, der ebenfalls das Siegel in der Flagge benutzt haben soll, war das Beylik Candaroğlu.

## Die Macht des Karamanidenstaates in Anatolien
Nach dem Buch Mesâlik-ül-Ebsâr von Schehâbeddin Ömer hatte die Karamanidenarmee 25.000 Reiter und 25.000 Sarazenen. Sie konnten sich auch auf einige turkmenische Stämme und deren Krieger verlassen.
Ihre ökonomischen Aktivitäten hingen meist von der Kontrolle der strategischen und kommerziellen Gebiete wie Konya und den Häfen von Lamos, Silifke, Anamur und Manavgat ab.

## Kultur
Die Karamaniden waren der erste Staat in Anatolien, der Türkisch zur Amtssprache erklärte. Dieser Erlass wurde nach der Eroberung Konyas 1277 und Beratungen im Diwan beschlossen.

## Architektur
Von den Karamaniden sind bis heute 66 Moscheen, 8 Hamams, 2 Karawanserein und 3 Medresen erhalten. Einige unter ihnen sind:
- Hasbey-Madrasa (1241)
- Şerafettin-Moschee (13. Jahrhundert)
- İnce-Minare (Dar-ül Hadis)-Madrasa (1258–1279)
- Hatuniye-Madrasa

## Liste der Herrscher
1. Nure Sufi Bey (Hauptstadt: Ereğli) (1250–1256)
2. Kerîmeddin Karaman Bey (Hauptstadt: Ermenek) (1256?–1261)
3. Şemseddin I. Mehmed Bey (1261–1277)
4. Güneri Bey (1283–1300)
5. Bedreddin Mahmud Bey (1300–1308)
6. Yahşı Han Bey (1308–1312) (Hauptstadt: Konya)
7. Bedreddin I. İbrahim Bey (1312–1333, 1348–1349)
8. Alâeddin Halil Mirza Bey (1333–1348)
9. Fahreddin Ahmed Bey (1349–1350)
10. Şemseddin Bey (1350–1351)
11. Hacı Sûfi Burhâneddin Musa Bey (Hauptstadt: Mut) (1351–1356)
12. Seyfeddin Süleyman Bey (1356–1357)
13. Damad I. Alâeddin Ali Bey (1357–1398)
14. Sultanzâde Nâsıreddin II. Mehmed Bey (Gıyâseddin)(1398–1399)
15. Damad Bengi II. Alâeddin Ali Bey (1418–1419, 1423–1424)
16. Damad II. İbrahim Bey (1424–1464)
17. Sultanzâde İshak Bey (1464)
18. Sultanzâde Pîr Ahmed Bey (1464–1469)

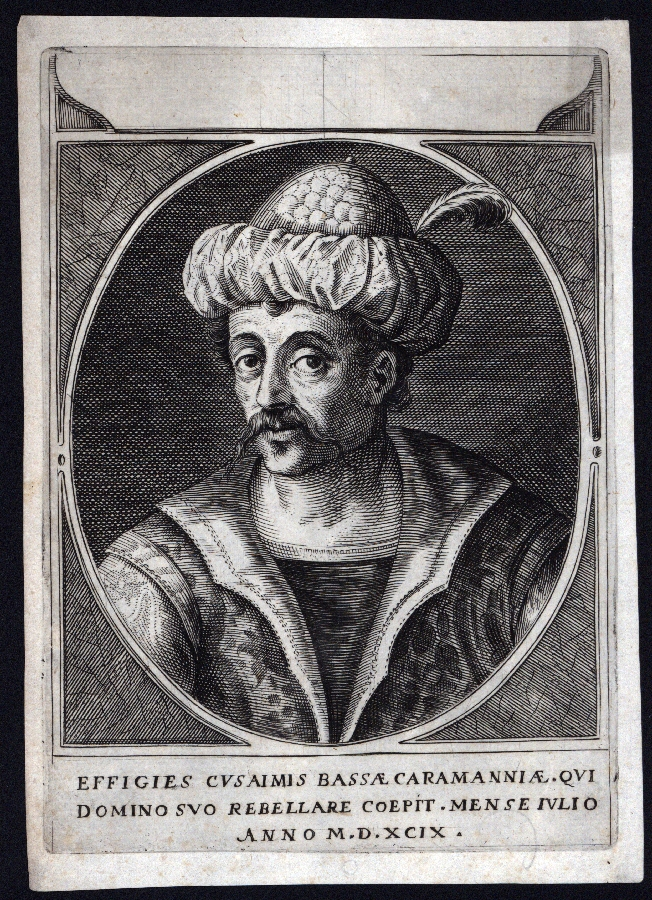
Kasim Bey

19. Kasım Bey (1469–1483)
20. Turgutoğlu Mahmud Bey (1483–1487)